# Austrodaphnella yemenensis
Austrodaphnella yemenensis is een slakkensoort uit de familie van de Raphitomidae. De wetenschappelijke naam van de soort is voor het eerst geldig gepubliceerd in 2001 door Bonfitto, Sabelli & Morassi.